# 納瓦大區
5°47′N 6°36′W / 5.783°N 6.600°W
納瓦大區（Nawa Region），是科特迪瓦的31個大區之一，位於該國西南部，由下薩桑德拉區負責管轄，首府設於蘇布雷，始建於2011年，面積9,193平方公里，2014年人口1,053,084，人口密度每平方公里110人。